# RTÉ One
RTÉ One (irlandese: RTÉ a hAon) è la rete televisiva di bandiera del gruppo Raidió Teilifís Éireann (RTÉ), oltre che il canale televisivo più seguito in Irlanda. È stato lanciato con il nome Telefís Éireann il 31 dicembre 1961, per poi essere ribattezzato RTÉ Television nel 1966, ed ha infine preso il nome di RTÉ One nel 1978, in seguito al lancio del canale RTÉ Two. RTÉ è parzialmente sovvenzionato da un canone, e parzialmente dalla vendita di spazi pubblicitari. Considerando il canone, il numero di spot televisivi trasmessi da RTÉ One è sensibilmente inferiore da quelli trasmessi dagli altri canali televisivi irlandesi. Le sedi principali del canale televisivo sono a Donnybrook, Dublino.
RTÉ One è quasi universalmente ricevibile su bande VHF e UHF in Irlanda (anche se il segnale VHF è stato quasi completamente eliminato), ed è disponibile anche sulla maggior parte dei servizi di televisione digitale disponibili nella Repubblica d'Irlanda, come Sky Ireland, UPC Ireland, Magnet Networks, e Saorview. È anche disponibile in gran parte dell'Irlanda del Nord via Sky e Virgin Media.